# بحزانی
بحزانی (کردی: به‌حزانی) یک شهرک در استان نینوای کشور عراق است.